# いつの日か (エミルー・ハリスの曲)
「いつの日か」（"One of These Days"）はアール・モンゴメリーが作り、アメリカのカントリー・ミュージシャンのエミルー・ハリスが録音した楽曲。アルバム『エリート・ホテル』からの2枚目のシングルとして1976年3月に発売された。ビルボード誌のホット・カントリー・シングル＆トラック・チャートで3位となった。

## チャートでの成績
| チャート(1976年)                 | 最高 順位 |
| -------------------------------- | --------- |
| US Hot Country Songs (Billboard) | 3         |
| Canadian RPM Country Tracks      | 2         |

## メディアでの使用
- 「いつの日か」は2018年のHuluのドラマ『キャッスルロック』の第4話でバックグラウンド・ミュージックとして使用された。